# Дершау, Карл Фёдорович
Карл Фёдорович Дершау (1784—1862) — барон, генерал-лейтенант, Санкт-Петербургский обер-полицмейстер, комендант Або, участник Наполеоновских войн.
Происходил из дворян Курляндской губернии, родился в 1784 году.
Получив домашнее образование, в 1803 году он вступил юнкером в Рижский драгунский полк, в 1805 году произведён в прапорщики и в кампании 1806—1807 годов в Восточной Пруссии участвовал в нескольких сражениях с французами: при Голымине, Прейсиш-Эйлау, Гуттштадте, Гейльсберге и Фридланде.
В начале 1812 года, будучи поручиком, переведён тем же чином в лейб-гвардии Кирасирский полк. В Отечественную войну принимал участие в нескольких сражениях, причём 19 декабря за отличие Бородинской битве, где командуя эскдроном захватил несколько французских орудий, получил золотую шпагу с надписью «За храбрость».
В 1813—1814 годах, во время Заграничного похода, он также участвовал во многих сражениях, отличившись под Кульмом, за что получил орден св. Анны 2-й степени и особый прусский Железный крест; за бой под Лейпцигом награждён прусским орденом «Pour le mérite», а за отличие при Фер-Шампенуазе — орденом св. Владимира 4-й степени с бантом и баварским орденом Максимилиана.
В 1820 году Дершау был произведён в подполковники и в 1822 году получил назначение Санкт-Петербургским полицеймейстером, с состоянием по кавалерии. В этой должности он скоро обратил на себя внимание императора Александра I особенным усердием и знанием службы.
В 1826 году, произведённый в полковники, он был командирован в Кронштадт для производства следствия по открывшимся там злоупотреблениям и для приведения в порядок кронштадтской полиции. Выполнив успешно это поручение, он продолжал исполнение своих трудных обязанностей в смутную эпоху петербургской жизни в начале царствования императора Николая Павловича, который был вполне доволен деятельностью Дершау и часто награждал его. В этом отношении особенно выделяется 1826 год, в течение которого Дершау получил алмазные знаки к ордену св. Анны 2-й степени, бриллиантовый перстень с вензелевым изображением имени Государя, орден св. Георгия 4-й степени (26 ноября, за беспорочную выслугу 25 лет в офицерских чинах, (№ 3927 по кавалерскому списку Григоровича — Степанова) и бриллиантовый перстень.
В 1829 году Дершау был назначен Санкт-Петербургским обер-полицеймейстером, должность которого исполнял почти шесть лет. Об успехах этого периода его службы свидетельствуют, помимо целого ряда полученных им Высочайших благоволений за примерный порядок в разных отраслях вверенного ему управления столицей, несколько крупных денежных наград: в 1827 году — сверх содержания Всемилостивейше повелено было отпускать ему ежегодно по 2 тысячи рублей столовых денег из городских доходов, в 1828 году — не в пример прочим, на уплату долгов ему пожаловано единовременно 10 тысяч рублей ассигнациями и в 1833 году — аренда по чину на 12 лет, вместо которой, не в пример прочим, — по 1 тысячи рублей в год. В 1831 году, во время эпидемии холеры в Санкт-Петербурге, Дершау проявил много усердия и энергии по устройству временных больниц и приемных домов.
1 января 1835 года Дершау был произведён в генерал-майоры, с назначением комендантом в Або и в этой должности в 1854—1855 годах участвовал в обороне берегов Финского побережья, а также в деле против англо-французского флота у входов в гавань Або.
Произведенный в 1848 году в генерал-лейтенанты, Дершау в 1855 году получил орден св. Анны 1-й степени.
Он скончался 20 февраля 1862 году.
Его сыновья: Николай (тайный советник) и Фёдор (писатель и издатель).